# European Institute for Advanced Behavioural Management

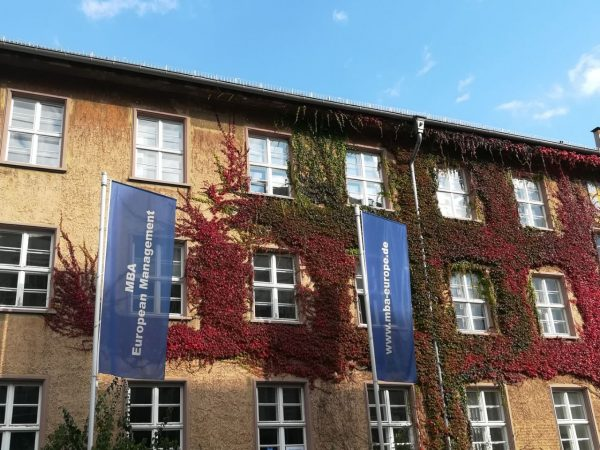
El instituto en el campus de la Universidad del Sarre

El Europa-Institut, Sektion Wirtschaftswissenschaft, o European Institute for Advanced Behavioural Management (EIABM), hasta 2014 MBA School der Universität des Saarlandes, es un instituto de la Universidad del Sarre, que ofrece el programa de postgrado “Gestión Europea” que conduce a la Maestría en Administración de Empresas (MBA). La capacitación se centra en el desarrollo de posgrado de los gerentes y les permite comprender los sistemas económicos mundiales y diseñar sus empresas en consecuencia. Los aspectos clavos son Management Basics, European Basics, Financial Management, Marketing und Management, Operations Management und Behavioural Management.

## Historia
La Universidad del Sarre fue proclamada "Universidad Europea" en 1950 por el Rector Joseph-François Angelloz. Como símbolo del espíritu europeo de la universidad, el Europa-Institut fue fundado en el año siguiente 1951.
Desde del principio, el Europa-Institut ha tenido una orientación internacional y un enfoque interdisciplinario a través de cuatro departamentos: cultural, político, jurídico y económico. En las últimas décadas, han surgido dos secciones independientes:
- Sección de Derecho, Curso de posgrado sobre integración europea (LLM), en 1980 (Europa-Institut Saarbrücken).
- Sección de Economía, Curso de posgrado “Gestión Europea” (MBA), en 1990.

Ambas secciones siguen funcionando hoy en día de acuerdo con la idea funcional europea de 1951. En 2009, la Sección de Economía fue renombrada como MBA School, Universität des Saarlandes umbenannt. Desde 2014 el instituto ha llevado tanto el nombre  European Institute for Advanced Behavioural Management (EIABM) como la denominación Europa-Institut, Sektion Wirtschaftswissenschaft.
El programa de posgrado de MBA "Gestión Europea" ofrecido en el Europa-Institut, que forma parte organizativamente de la Facultad de Humanidades Empíricas y Economía de la Universidad del Sarre, fue acreditado por la FIBAA (Foundation for International Business Administration Accreditation) en 2009. Desde 2015 el sistema del programa fue acreditado por el Akkreditierungsrat (Consejo de Acreditación).
Los directores del instituto son Univ.-Prof. Dr. Bastian Popp (titular de la cátedra de administración de empresas, en particular de gestión de la venta al por menor y director del Instituto de venta al por menor y comercialización internacional de la Universidad del Sarre) y Univ.-Prof. Dr. Andrea Gröppel-Klein (titular de la cátedra de administración de empresas, en particular de comercialización y directora del Instituto de investigación sobre el consumo y el comportamiento de la Universidad del Sarre).
Julia Senni es la directora general del instituto.

## Cursos ofrecidos
La Maestría en Administración de Empresas en "Gestión Europea" está diseñada como un curso de posgrado en economía a tiempo completo y de un año de duración. También se puede completar como un curso a tiempo parcial, en el que los 15 cursos a completar deben ser tomados en un máximo de cuatro años. Además de las conferencias, se deben tomar otros componentes del examen, como el trabajo en grupo, los estudios de casos, las presentaciones y los exámenes orales. En cada caso, el curso termina con la tesis de maestría, un trabajo final escrito. Una vez completado con éxito el programa, se otorga el título de "Master en Administración de Empresas".
Desde octubre de 2009, los auditores invitados también han tenido la oportunidad de asistir a cursos sobre temas actuales de gestión en el Europa-Institut, Sektion Wirtschaftswissenschaften Universidad del Sarre. De acuerdo con sus propias necesidades e intereses, los cursos del programa actual pueden ser seleccionados como cursos individuales.

## Grupos de antiguo alumnos
La Asociación de Antiguos Alumnos de AEDES fue fundada por estudiantes activos y antiguos alumnos del Europa-Institut, Sektion Wirtschaftswissenschaften. El objetivo de la Asociación de Antiguos Alumnos era facilitar un estrecho contacto con la Escuela de Negocios y entre sí. Desde la disolución de AEDES, los graduados del programa de MBA European Management han estado organizando "homecomings" o "mesas redondas" a través de redes sociales como LinkedIn o Xing para intercambiar experiencias. 